# Addio alle armi (film 1957)
Addio alle armi (A Farewell to Arms) è un film in cinemascope del 1957 diretto da Charles Vidor, tratto dall'omonimo romanzo scritto da Ernest Hemingway nel 1929. È il remake di Addio alle armi di Frank Borzage (1932), con Gary Cooper.

## Trama
Frederic Henry è un americano arruolatosi volontario per partecipare alla Grande Guerra nel 1915, quando l'Italia entra nel conflitto; viene assegnato alla sezione ambulanze col grado di sottotenente, dove fa amicizia con il maggiore medico Rinaldi e il cappellano militare, il capitano Galli.
Ogni giorno trasporta i feriti dal fronte agli ospedali da campo; col tempo il suo idealismo lascia il posto alla consapevolezza che la guerra non è affascinante né patriottica. Questo stato d'animo è condiviso dai soldati italiani, che rischiano la vita a ogni assalto, senza che vengano raggiunti risultati validi dal punto di vista militare. Il giorno prima dell'offensiva incontra Catherine Barkley, un'infermiera inglese sua coetanea: tra i due nasce subito un rapporto di amicizia, che cresce fino a diventare amore.
Nell'estate 1917 Frederic viene ferito alla gamba. Ricoverato a Milano, all'ospedale Maggiore, fa trasferire lì Catherine. Scoperta dalla caposala la relazione tra i due, Frederic viene rinviato al fronte. 
Con la sconfitta di Caporetto, stanco di una guerra che sembra non finire mai, viene ritenuto un disertore insieme al maggiore Rinaldi, che viene fucilato, mentre lui riesce a fuggire.
A Stresa, Frederic ritrova Catherine, che è incinta, e le propone di seguirlo in Svizzera, approfittando della vicinanza del confine (il Lago Maggiore si trova tra Italia e Svizzera).
Dopo essere sfuggiti con difficoltà alle pattuglie italiane in cerca di disertori, dovendo anche fare i conti con la gravidanza di Catherine, i due amanti riparano in territorio elvetico. Ma, poco tempo dopo, la ragazza muore di parto insieme al neonato, lasciando il giovane uomo annientato a vagare nelle strade.

## Produzione

### Cast
Il film fu annunciato come l'evento cinematografico dell'anno, tanto che, pur di parteciparvi, Rock Hudson rifiutò il ruolo principale nei film Il ponte sul fiume Kwai e Ben-Hur.

### Riprese
Il film fu prodotto dal Selznick Studio. Cercando di ottenere maggior realismo e aderenza al romanzo, il film fu realizzato in Italia, gli interni a Cinecittà e gli esterni in Friuli-Venezia Giulia, in Alto Adige e al Lago Maggiore, non lontano dai luoghi descritti dall'autore statunitense, nei quali si combatté la grande guerra. Alcune scene del film sono state girate nel centro storico di Venzone, al Grand Hotel di Dobbiaco, al Forte di Landro e a Brunico, in Alto Adige.

## Distribuzione
Distribuito dalla Twentieth Century Fox Film Corporation, il film uscì nelle sale cinematografiche USA il 14 dicembre 1957.

## Critica
Per la fama del regista, degli attori e del romanzo da cui è tratto il film, ma anche per la precisione della ricostruzione storica, il risultato è all'altezza delle aspettative: è centrato sulla storia d'amore, ma l'evento bellico è reso in modo realistico, descrivendo la vita dei soldati, il trasporto dei cannoni su per le montagne impervie, le scene di guerra.
Tuttavia, a livello commerciale il film non ottenne il successo meritato e pose fine alla carriera di Selznick, megalomane inseguitore della “high quality”.

## Riconoscimenti
Nel 1957 il National Board of Review of Motion Pictures l'ha inserito nella lista dei migliori dieci film dell'anno.
Vittorio De Sica ha ottenuto una nomination ai Premi Oscar 1958 come miglior attore non protagonista.